# The Ladybirds (groupe britannique)
Pour les articles homonymes, voir The Ladybirds.
The Ladybirds est un trio féminin d'harmonie vocale britannique , principalement connu pour les apparitions des membres du groupe dans le Benny Hill Show. Elles ont en effet participé à plus de 60 épisodes entre 1968 et 1991. Elles ont également longtemps été choristes pour de nombreux musiciens établis ainsi qu'artistes de télévision pérennes.

## Histoire
The Ladybirds trouve son origine dans un groupe vocal précédent,  The Vernons Girls. Au début des années 1960, alors dirigé par Maureen Kennedy, le groupe se réduit de seize à cinq puis trois membres. Les autres membres fondent différents duos et trios parmi lesquels le plus durable et le plus connu est The Ladybirds. Les membres fondateurs en sont Maggie Stredder et Jean Ryder, sous le nom de The Two Tones. En 1962, à la suite d'une apparition télévisée, Marian Davies remplace Ryder et Gloria George rejoint le groupe: The Ladybirds est né.
Après la signature de Decca Records en août 1965, Marc Bolan enregistre son premier single. Les Ladybirds chantent les chœurs. L'album, "The Wizard" est publié le 19 novembre 1965.
En 1966, The Ladybirds est recruté pour apporter un soutien vocal au programme Top of the Pops de la BBC Telivision. Elles maintiennent ce rôle jusqu'en 1978. Elles sont également apparues dans un certain nombre d'émissions de télévision de Twiggy.
Les Ladybirds ont chanté dans les chœurs au Sandie Shaw en 1967, et ont suivi Sandie à Vienne en Autriche, où la chanson Puppet on a String a remporté le concours Eurovision de la chanson.
En 1969, quand Benny Hill rejoint la Thames Television, les Ladybirds sont recrutées au Benny Hill Show.
Jusqu'en 1973, les Ladybirds sont restées un trio avec Gloria George, Maggie Stredder et Marian Davies. Penny Lister a ensuite été recrutée pour un mandat de courte durée. À partir des années 1970 jusqu'en 1986, les membres réguliers sont devenus Stredder, Ann Simmons qui était une autre ancienne de The Vernons Girls, et Laura Lee. Simmons a ensuite rejoint le groupe The Pearls.
Les Ladybirds sont retournées à l'Eurovision avec Olivia Newton-John, en chantant sur "Live Love Long" au concours 1974 organisé à Brighton au Royaume-Uni.
Les Ladybirds sont apparues durant de nombreux spectacles de divertissement à la télévision britannique. Toutefois, en 1978, quand elles sont retournées au Benny Hill Show, c'est au titre de simples choristes. En 1977, The Ladybirds enregistre des chansons pour un album de reprises à petit budget ,.
The Ladybirds est reformé en tant que trio après avoir été invité à paraître au concert de Cliff Richard à Wembley pour jouer au cours des deux soirées devant un auditoire de 140 000 personnes.

## Membres
- Maggie Stredder (née Margaret Elisabeth Stredder, le 9 janvier 1936, à Birkenhead) - mariée à Roy Tuvey, le 1er octobre 1966[7]
- Marian Davies (née le 23 novembre 1940, à Crynant - morte le 24 janvier 2008, dans le Surrey) - souvent mal orthographié Marion Davies [8],[9]
- Gloria George[10]
- Penny Lister (aussi apparue en 1977 dans l'épisode "Les serres de Weng-Chiang" de la série Doctor Who)
- Ann Simmons, née Ann O'Brien
- Laura Lee (née Isabella McIntyre, le 11 mai 1937, à Musselburgh, en Écosse - décédée en juillet 2007 à Musselburgh) [11]
- Tracy Miller
- Barbara Moore
- Joan Baxter
- Kay Garner (née le 4 octobre 1943, à Hull, dans le Yorkshire, décédée le 16 juillet 2007)
- Vicki Robinson
- Sylvia King (de son vrai nom Sylvia Rosen)